# 原田麻衣
原田 麻衣（はらだ まい、1983年1月14日 - ）は、日本のタレント、ディスカバリー・エンターテインメント所属。
埼玉県出身、兵庫県育ち、大学では声楽を学んだ。

## 人物
- 趣味は、ボディーボード、旅行、野球。
- 特技は、ピアノ、クラリネット。

## 出演

### CM
- グッドウィル「モバイト・ドット・コム」

## リリース作品

### 写真集
- PROPOSE（2006年、アクアハウス）ISBN 978-4860461034

### DVD
- MAI FUTURE（2005年9月、イーネットフロンティア）
- シンデレラの秘密（2006年1月、竹書房）
- SWEET BRIDE（2006年4月、マーレ）
- My Life（2006年8月、リバプール）
- MAI DRIVE（2006年12月、リバプール）
- あいまい（2007年5月、ラインコミュニケーションズ）
- 大人の麻衣はいかがですか?（2007年9月、トリコ）
- My Mai（2007年12月、ラインコミュニケーションズ）